# 台灣本土化運動
臺灣本土化運動（英語：Taiwanization）是指臺灣強調在地的歷史、地理、文化、及主體意識的一種運動，以發揚臺灣本土文化、以及文化層面的去殖民化為主要宗旨。台灣的本土化運動並沒有一個特定的發展期間，在不同時代背景之下有著不同層面的意涵，但自從1980年代末期解嚴以來的一連串發展尤為明顯，直到今日仍在進行中。該運動的影響層面擴及台灣的文化發展、政治、經濟、社會、教育等多方面的變遷，官方或民間自行發起的各種活動都促成此種變化快速的推廣，然而同時也出現不同程度的反對意見。反對者指稱該運動事實上是一種「去中國化」，認為其目的是想促使以近代中國移民為社會主體的台灣，從基本的文化社會根源脫離中國大陸的影響，並常將其與臺灣獨立運動相提並論；但支持者聲稱在事實上，台灣本土化運動是將漢文化（或狹義的中華文化）視為臺灣文化的一部分，並非全盤去除。然而，對於中國大陸與台灣的歷史聯繫以及歷代中國政權對台灣的統治，大都被視為「殖民政權」，需要去殖民化；與政治上力圖建立獨立於中國的史觀。對於其他文化領域，為除去與台灣文化較緊密的部分漢文化，皆是欲反對和重新主張的對象。

## 歷史背景

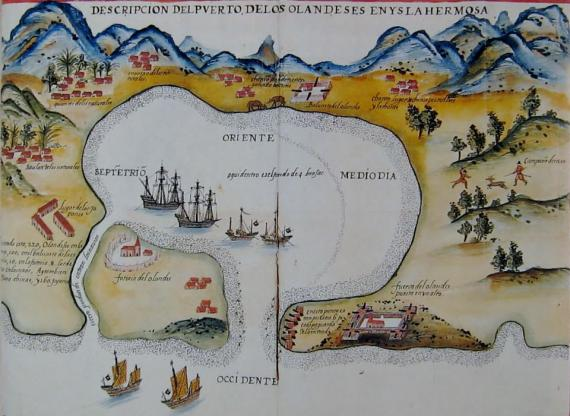
荷屬福爾摩沙大員（台江內海）

台灣的本土化運動並非始於政府的推動，相反地，有時候是一種對抗的行動。台灣數百年來歷經不同政權的統治，統治者為了達成迅速有效的管制，於是強制施行統制者所慣用的文化、語言、或宗教；並禁止原本當地固有的生活型態。民間團體為了對抗政府所施行的“大一統”政策，於是推行本土化運動以維護固有的習慣，並強調與外來文化不同之處。
在日治時期，台灣的本土化運動是為了對抗日本文化，以保持漢文化。在解嚴後的台灣的本土化運動則是為了對抗國民黨政府在所推行「中國中心」政策，以恢復台灣在地的文化習慣。現今台灣的「本土化」主要的對立面是傳統「中國中心主義」的文化。
國民政府在二二八事件中的屠殺與清鄉使眾多臺籍政治、學術與文化菁英遇害，倖存的臺籍知識分子為避免遭受政府迫害也從此獨善其身，不再參與政治等公共事務，加上國民黨政府動用國家資源強力灌輸中國文化與打壓異己，使臺灣本土的聲音與勢力更加微弱。中華民國政府遷台後，曾實行以反攻大陸、消滅中共為導向的政策，實務上施行戒嚴等威權管制，重要黨政職務大多由1949年隨中國國民黨來台人員擔任，立法院與國民大會長期由1947年選出的國會議員長期任職，不受改選限制而成「萬年國會」，導致戰後原居台灣之居民無法選出應有之代表。而台灣居民在日治時期的生活經驗也因中國國民黨政府強力灌輸一元化的中国民族主义（即大中國思想）而被壓制，例如台灣居民之母語如台語、客家話、原住民語言被禁止在公共場所使用等等。
1980年代之後，由於美國與中華民國斷交，加上台灣經濟起飛後持續穩定發展，國民自覺意識崛起，國民黨政府遭受強大的國內外壓力，以及黨外人士的強力組織行動下，實行國會改選，教育系統開放並鼓勵本土母語之教學。此一強調在地關懷的政策和潮流，稱為「台灣本土化」。

## 社會運動的層面

### 意識型態層面

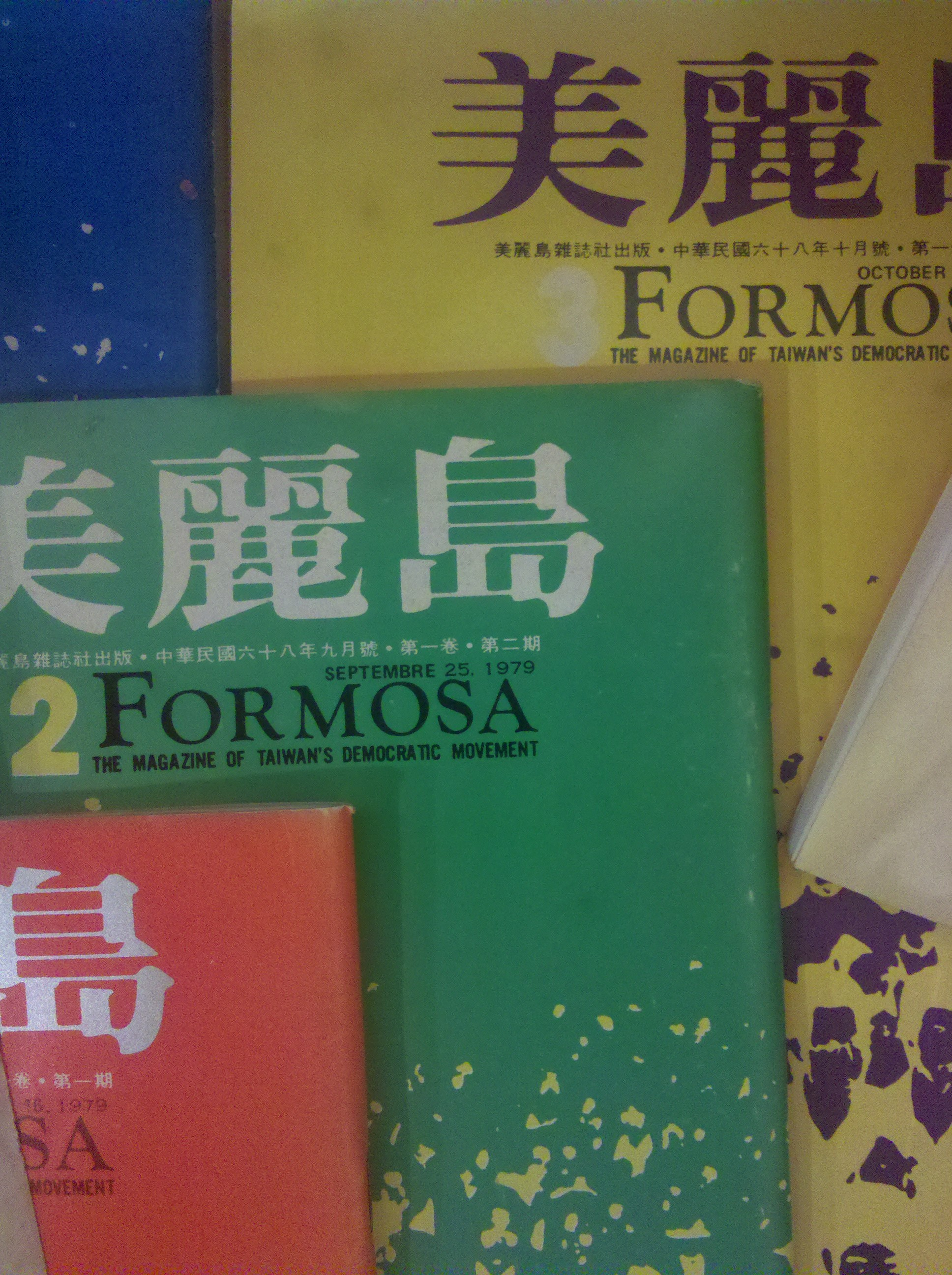
源於葡萄牙人的福爾摩沙意指美麗之島

台灣本土化運動的主要訴求是強調“台灣優先”。在過去的日治時代，台灣民眾被迫接受皇民化，強制使用日語；在二戰後，國民黨政府治台初期，則是強調“民族主義”，宣揚“祖國情懷”，不論是文學、歌謠等等常隱含著思念中國大地，讚頌中華民族的悠久偉大，並強制使用國語。相對而言，台灣本土的文化價值受到忽略與壓抑。
隨著知識的不斷開放，台灣人逐漸意識到保存台灣文化的重要性。本土化運動開始探索自我的本質，重視居住於台灣這塊土地上的人文生活與價值觀。

### 族群認同層面

臺灣是南島語系玻里尼西亞人的原鄉

台灣原住民是已知最早居住於台灣的族群，在台灣的活動已有大約8,000年之久。「台灣原住民族屬於南島語系，在民族上屬台灣南島語族人，台灣是南島語族分佈的最北端。」但從漢人移台開始，漢族與原住民族的衝突就未曾停歇，日治時期更有原住民與日本人的流血對抗。當年原住民由於生活空間受到威脅，被迫由西岸遷向東岸，從平地移往高山；而與漢人接觸較頻繁的平埔族群，其特有的語言文化因為漢化而逐漸消失。在本土化運動中，台灣原住民的文化受到重視，政府不再強調以中原文化為主的族群融合，原住民仍能保有自己的傳統價值與生活習慣。
另一方面，在國民黨政府治台初期，族群對立十分鮮明，“台灣本省人”與“外省人”旣有語言習慣上的差異，社會政經地位亦有分別。此時的“台灣人”是省籍上的歸類，尤其是老一輩的台灣人或母語為台灣話、台灣客家語、台灣原住民語的才自稱或被稱為『本省人』。隨著半世紀的族群融合，“台灣人”開始有了模糊歸類，可以指本人出生地、成長地或長期居住地，依照自身的主觀願望而定
本土化運動強調了台灣人在族群認同上的改變。不論就地域或國籍的角度，早期多數人對於“台灣人屬於中國人的一群”並沒有太多異議。經過50多年政治上的隔閡，即使是原本的“外省人”子女，由於出生與成長都在台灣，也逐漸接受自己“旣是中國人，也是台灣人”，或是認為自己是台灣人，前總統蔣經國亦曾做此表示。但隨著政治層面的影響，以及對抗中華人民共和國政府統治中國大陸的實際局勢，多數人開始強調“台灣人不是中國人”，因為在國籍角度上住在台灣的“中華民國國民”並不成長於中華人民共和國實際統治範圍內。其後隨著本土意識的增強，台灣的族群認同朝向了將現居於台灣的所有人視為一個國族，在1990年代，李登輝前總統提出的“新台灣人”成為一種新族群的概念，在這種認同下不論是「外省人」或本省人，只要認同台灣、愛台灣的人都是“正港（tsiànn-káng，台語正牌之意）台灣人”。
有些人士會從生物科學等角度來強化“台灣種族”與“中國種族”其實有所不同的概念。部分這種論點的推動者試圖從基因分布中找出兩者之間的異同，連結族群認同與國家認同，藉此對抗中國民族主義。如被譽為「台灣血液之母」的林媽利教授在其研究中發現台灣原住民祖先是在1萬5000年前冰河時期結束之前，從東南亞島嶼（菲律賓、印尼）等地遷徙至台灣，在台灣島內經過幾千年長期的隔離，形成相似及一致的基因結構。台灣原住民、東南亞島嶼族群（印尼、菲律賓等）在血緣上很接近，不易區分，而且研究顯示台灣原住民在上萬年之間陸續來自東南亞島嶼，且兩地有族群可能互相遷移。
族群認同的轉變可以從民調中得到反映。台灣的聯合報在2006年的一項報導(11月18日)稱，台灣國立政治大學選舉研究中心完成的民調顯示，如果中共允許台灣人民自由選擇台灣的前途，認為台灣應該獨立的比例約62%；如果中共不允許台灣獨立，支持台獨也有54%。調查發現，台灣民眾對台獨，逐漸不受陸方威嚇的影響。而過去北京相信，武力犯台的威脅、經濟封鎖、外交等因素，會影響台灣民眾是否願意支持台獨。 此一研究名為「二○○六台灣、香港、澳門、沖繩民眾文化與國家認同國際比較調查」，由政大選研中心、日本琉球大學、香港大學共同主持，在四地同時抽樣一千名以上成年民眾。結果也顯示，台灣民眾認為自己「是台灣人」的比例增加，去年56%、今年增加至60%；認為自己「是台灣人也是中國人」的比例略減一個百分點，約34%。台灣和香港、澳門、沖繩比較，台灣人自我認同最高，香港自我認同僅13%、澳門15%、沖繩30%。
隨著2000年政黨輪替後，出現另一種深化族群認同的口號“台灣國族”，意思是不管你的祖先文化語言為何，只要認同台灣為自己國家的就是台灣人，例如民進黨主席游錫堃曾說過「我是華裔台灣人」。
2014年12月，認為自己是中國人而非臺灣人者僅剩3.5%，認為自己只是臺灣人而不是中國人者則已高達60.6%。
2021年8月10日，台湾制宪基金会公布的一项民调显示，台湾民众当中，认为自己只是台湾人而不是中国人者达67.9%，认为自己既是台湾人也是中国人者占27.8%，而认为自己只是中国人者仅仅占1.8%。

### 文化層面
台灣在三百年前開始有大量閩南人、客家人移入，因此在文化上不可否認地受到漢文化的影響至深。然而隨著殖民時期不同國家的統治與族群交流下，商船貿易與西洋文化的到來，使得台灣的海洋文化呈現著特殊的樣貌。在經歷過日治時期與國民黨政府的高壓統治之下，台灣文化也曾顯現出悲情而堅忍的一面，總體來說，不同的歷史軌跡造就了台灣文化的特殊性。
“文化是生活的真實展現”，從歷史的角度上看，在台灣所發生的人事物，並非單一國家、民族、或文化所造成。本土化的運動，在於打破過去所普遍強調的漢文化的主體性，回歸到重視“台灣價值”，強調台灣文化的多元性，鼓勵台灣的民眾重新思考，自己來自何處，去向何方。珍惜台灣這片土地上特有的事物，不論是語言特色、文化特色、族群特色、自然資源，並加以維護與發揚。

### 政治層面

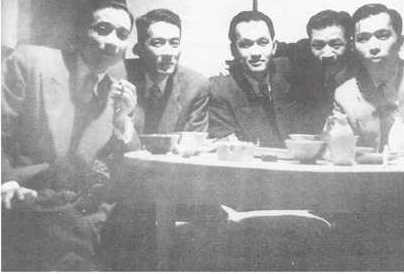
同任教於臺大的憲法學者劉慶瑞（左一）與國際法學者彭明敏（中）等合影於1954年

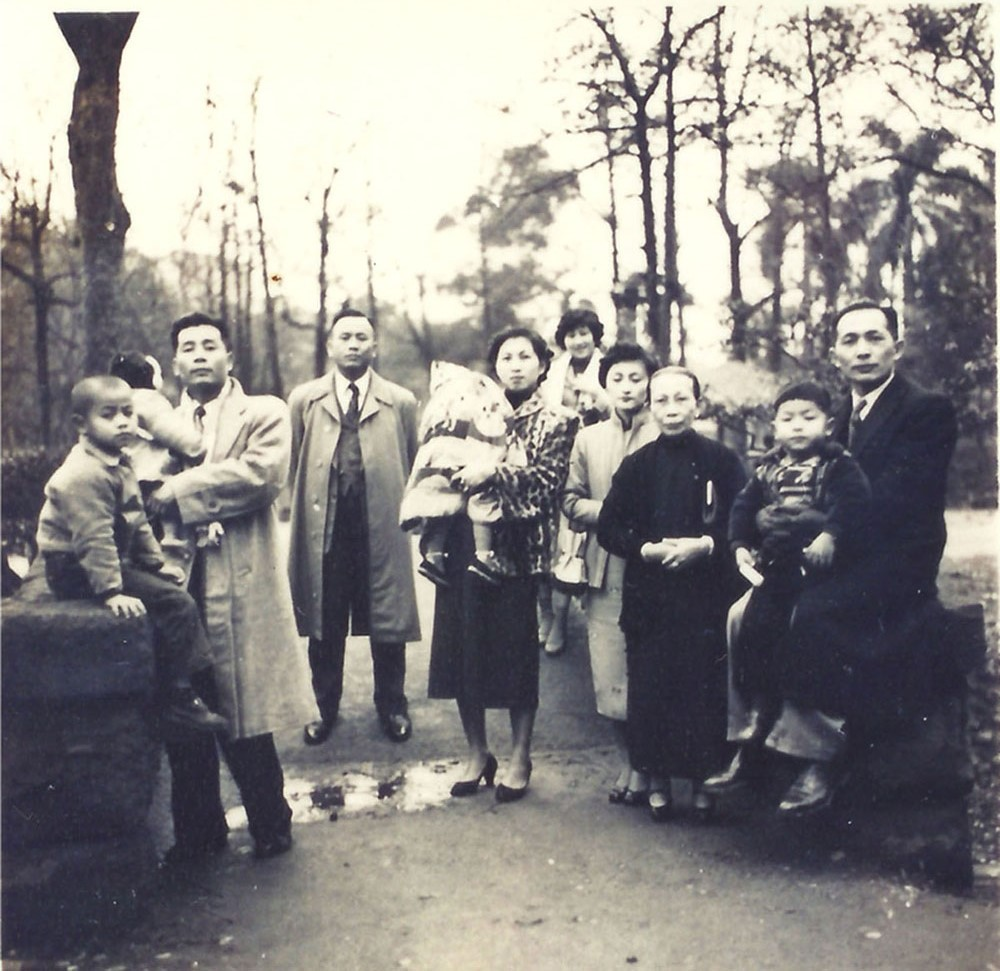
1956年，黨外民主與臺灣獨立運動先驅蘇東啟（左）與蘇洪月嬌（中）等合影於臺北北投，兩人所抱者應有一人係次女蘇治芬。

本土化運動在台灣不免涉及政治主張。在大部分的情況下，主張本土化者對台灣獨立運動有贊成或反對兩種聲音。本土化運動中有一部份被反對者稱為「去中國化」(Desinicization)，但實際上用台灣獨立運動稱呼比較正確，因為這些運動不涉及去除漢文化；只有少數人士以「大幅降低漢文化影響」作為台灣本土化最終的目標。然而，主張去中國化者也可能贊成或反對台灣獨立，例如有些主張台灣是美國的未合併領土，而應該成為美國第51個州。這些相歧的概念是「本土化運動」、「台獨運動」中最具爭議且複雜的層面。
台灣本土化運動被部分支持兩岸統一者指控為「去中國化運動」而嚴厲批評，在於其故意放大解釋，將「台灣本土化」與「消滅中華文化」劃上等號，以削弱本土化運動的道德正當性。
較溫和「去中國化」的看法是：
1. 希望確立台灣的主體性，反對以植入高壓的方式灌輸國民黨所定義的「中國文化」當作台灣文化的主要核心。
2. 台灣文化應當包括多元的內涵；舉凡在地民眾生活與各族群的經驗，都應當是重視的對象。
3. 加強台灣文化內的福佬人文化、客家文化、台灣原住民南島文化及美日等外來文化之交流與重要性，而非完全強調中華文化的影響力（不必去除中華文化，但其醬缸成分除外）。
4. 去除中國中心與漢人史觀，強調推行海洋史觀、南島史觀與國際史觀（如臺灣島史觀）。
5. 把文化上的中華認同和政治上的中國認同分開，強調華人並不一定是中國人，台灣是另一個華人國家。
6. 解構過去所建構的中國歷史神話、重新研究、尋找更接近事實的中華歷史文化；讓台灣人認識真正的中華歷史及文化，而非基於大中國主義所建構的神話。

較徹底「去中國化」的看法認為：
1. 現在的「中國」一詞，指的就是中華人民共和國，除此之外沒有其他意涵，所以「去中國化」是維護台灣自由民主與主權獨立的必要手段。
2. 「台灣」與「台灣國」這兩個名詞之間的關係，只能是同義詞或終極目標。
3. 所有當年基於政治考量而設的關於中國的名稱都應捨棄，更改台灣本地仍稱為「中國」或有中國地名的道路、企業、設施、民營機構、學校等等名稱。
4. 從血緣上來看，台灣的福佬人和客家人大都屬於古越族，在中國文化=中華文化=漢文化的前提之下，「去中國化」是恢復和發揚台灣和大陸華南地區的傳統文化和異於所謂「中原文化」的地方，並去除漢文化中的醬缸成分。

較激進的去中國化，實際上也沒有真正破壞中國文化的內涵存在。統派人士指控去中國化有扣帽子的內涵存在。
較激烈的「去中國化」看法認為：
1. 中國文化保守落後，缺乏人權民主，威權心態令人戒懼，對台灣主體意識和獨立國家的危害極大，必須徹底剷除，應制定以去中國化為重點的本土化政策。
2. 國民黨來台所推行的一切中國化的文教要素皆應全面檢討，否則中國文化與精神因素仍會對台獨運動產生「心理阻礙」。

## 本土化的推動

### 文學方面
台灣的漢語文系統早期是以台語為主流。當時的民間文學常訴諸口語，因此往往能夠直接地呈現當時歷史文化的真貌，也保存了當時語言的實際狀況。當時的“南管文字”“歌仔冊文字”記載了許多具代表性的台語通俗文字。隨後由西洋傳教士傳入的拼音字——“白話字”則是以傳教為主要目的所推行的文字。這些口語的使用或文字的紀錄並非是有計畫的推行運動，但在某些區域曾屬通行，如新港文書。

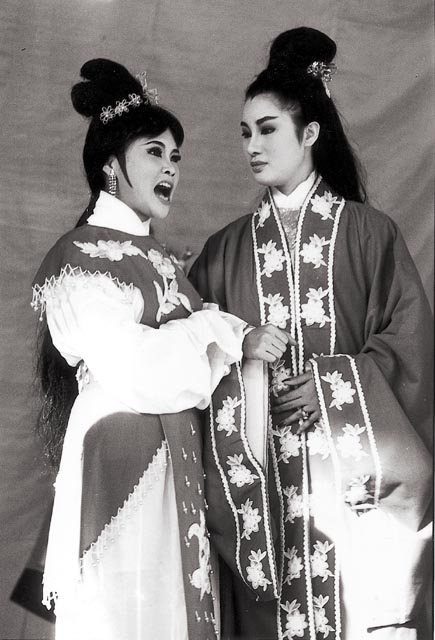
未成名前的楊麗花（右）跟著母親到高雄演出臺語歌仔戲。據說，這段時期的楊麗花不但不識字，也還沒學會說「華語」。

20世紀初期，連雅堂、黃石輝等人發表文章論及台灣本土語言的重要性。1930年，黃石輝發表《怎麼不提倡鄉土文學》一文，強調「用台灣話做文，用台灣話做詩，用台灣話做小說，用台灣做歌謠，描寫台灣的事物」。這些強調使用本土語文的主張可以說是文學本土化的運動的開端。然而1937年左右，台灣總督府開始推行皇民化運動，廢止各家報紙上的漢文版，使得剛萌芽的台灣話文運動遂告中止。二次世界大戰結束後，由於二二八事件的爆發，緊接著又是「白色恐怖」時期，在政府高壓統治下關懷台灣本土真實的文學倍受壓抑，完全沒有生存的空間。
直到1970年代以後，台灣本土意識逐漸抬頭，台語文學再度萌芽成長。解嚴之後，台語文作品開始如雨後春筍般大量出現，許多作家和學者都投入台語文創作的行列。但是台語用字仍屬嘗試期，用字極不統一，有人創造新字，也有語文專家考証本字，再加上原有的傳統用字、華文用字，可謂百花齊放。1990年代以後，由於台語文作家互相觀摩學習的結果，新的台語文字，一方面有所傳承，也有所創新，但總不離「通俗性」、「語源可靠性」、「音義系統性」三大原則，並嘗試以拼音字做為文字的一部分，台語文學的用字，逐漸朝向統一的道路邁進。

### 語言方面
- 1990年代以前，政府持續推行“國語運動”，學生在校內若是使用方言就會受到處罰，母語的使用受到很大的壓抑。在解嚴之前，不論是新聞報導或是戲劇歌曲，方言的節目只能在有限的時段播出。這種獨尊國語的規定近年來已經改變。學校不再要求學生在校內只能說一種語言，為了加強（或挽救）台灣本土的語言，學校也開始設立台語、客家話的課程，原住民的學校也強調使用各民族的母語來溝通，但是導致壓縮原本學生所必須學習課程的時間，引發諸多爭議，另外並特地製造客家語言考卷，引起考試不公的評論。
- 隨著2003年客家電視台、2005年原住民族電視台及2019年公視台語台的開播，可以看見台灣的語言更為本土而多元，也有助於各個族群在語言上的溝通便利。
- 惟台灣現代各種母語的使用人口、比例或是否作為第一語言，比例持續下降中。有學者提出，年輕世代不使用母語做溝通，或無法使用母語表達思想與情感，台灣各族裔母語亦恐於21世紀消失。[9]

### 政治方面
中華民國於1946年實施第一部憲法，於1949年國民黨與共產黨之間的內戰中失利，後遷至台灣。來台初期不論政府的組織架構與施政方針，均以中國大陸為規劃主體。隨著政府宣佈承認中共對於中國大陸的治權，也體認到在地化的現實需求，乃透過憲法的增修條文，以及逐年實施的民主選舉，改變了原本以全中國為規劃的政體。1987年解嚴後，「中華民國台灣化」的改變，可以從「修憲」、「國會全面改選」、「公民直選總統」、「凍省」、「公民投票」、「廢除國民大會」等政策中體現出來。此外，長期執政的中國國民黨，在本土化的過程中不得不增補台籍黨員，並使得台籍黨員在黨中央逐漸握有權力，使國民黨逐漸擺脫了“外省黨”或“外來政權”的稱號，但由外省人控制的黃復興黨部仍主導國民黨。
此外，台灣也拋棄了過去以「籍貫」作為族群別的依據，1990年代起改採「出生地」作為個人資料的登錄。此舉避免了「籍貫」、「戶籍」、「出生地」等等多項登錄資料不同可能引起的混淆或爭議。

### 機構更名與證件加註方面
2002年起，台灣興起了另一種本土化的運動——台灣正名運動，反對派稱之為去中國化運動。這項運動在政黨輪替後成為民進黨陳水扁政府施政的特點之一。為了與中國企業識別，2007年政府要求國營企業冠有「中國」、「中華」者應當加以去除，因此中華郵政更名為「台灣郵政」（2008年二次政黨輪替後取消）、中國石油股份有限公司也更名為「台灣中油股份有限公司」，但中華電信、中國鋼鐵公司等國營企業由於名稱沿用已久，並且在國際上已經具有一定規模，全面更名不但可能影響商譽，更名所耗費的成本亦被企業內部宣傳成難以負擔而作罷。民進黨政府也曾要求「中國醫藥大學」、「中國文化大學」、「中華大學」等9所大學改名，但被學校抵制而沒有成功。
關於各種「本土化」運動在台灣應當推行到何種程度為適當，仍有爭論。

## 批判的論點
- 國民黨在2004年總統大選期間，提出所謂「在地化對本土化」的論述，認為：本土化是其他政黨用來「分化族群」的封閉論述，而國民黨主張的是開放包容外省人士融入台灣的在地化。
- 施明德在2006年6月1日接受《大眾時代》網站專訪時，說：二十一世紀是個全球化的時代；但是台灣的領導者還在談本土化，是個笑話。台灣必須以全球化的觀點來看國家主權的問題，國家主權不是絕對的；但是許多的台獨基本教義派人士卻不懂得吸收新知，死守著台獨基本教義。
- 台灣政治評論家江春男認為：「二十年來，台灣、中國大陸和世界都發生巨大變化，民主、自由、人權、主權和政治認同的內涵必須不斷加以充實和重新定義。」[10]
- 英國歧視法協會成員與《大眾時代》網站特約作家施威全指出：「高喊『台灣人』、『××人出頭天』、『認同××』之類的族群主義說法，是一種避談社會方向、沒有階級分析與政策辯論的威權民粹動員口號。......不要談『愛台灣』，除非你有戀物癖。」[11]
- 中華民國前總統李登輝發表的2006年10月28日群策會募款餐會書面致詞批評，「本土」一詞被「本土政權」當作其貪婪、自私、無能等行徑的護身符：「民進黨作為本土政權，施政不謹守本土路線，不以全民利益為考量，從政者不嚴守道德操守，卻一再以『藍綠對峙』為藉口，要選民容忍其種種貪婪、自私的作為，以及沒有方向、無能的施政。」[12]
- 《蘋果日報》創辦人黎智英認為：「台灣政客患了『大陸恐懼症』，對台灣稚嫩的民主沒有信心，以致一頭栽進本土意識裡去；加以他們不肯放眼世界，結果便自我封閉在狹窄的本土意識裡。......說到底，政客的取向只是民眾狹隘情緒的反映；......政治封閉政策蒙蔽了民眾的視野；在他們眼中，外面的世界充滿威脅而不是到處都有機會。有了國際視野，民眾非但不會再為本地意識所封閉，更會信心大增。台灣人要拿出信心和力量，而不是惶恐、怯懦地面對世界和中國。」[13]

## 延伸閱讀
- 「台灣本土化運動史論戰」（1995年）
- 王振寰，1989，台灣的政治轉型與反對運動。台灣社會研究季刊 no.2(1)：71-116。
- 王振寰，1995，邁向新國家？民粹威權主義的形成與民主問題。台灣社會研究季刊 no.20：，17-55。
- 王家英，1999，從殖民統治到分裂國家：台灣民族主義的起源與發展。從台灣政治到兩岸關係。香港：香港海峽兩岸關係研究中心。
- 陳麗華等，2005，中小學社會課程本土化之跨國比較分析。臺北市立師範學院學報：教育類 36，no. 1：1-29。
- 陳銘凱，2004，文學教育的台灣本土化：析論當前高中國文教材中台文作品的編選及台灣文學師資之培育。國立臺灣師範大學教育學系碩士論文。
- 陳玉燕，2000，台灣美術本土化批評意識之研究：1990-1999年。國立成功大學藝術研究所碩士論文。
- 陳昭瑛，1998，台灣文學與本土化運動。台北：正中書局。
- 胡育仁，2000，國小社會科教科書本土化之分析研究。國立台北師範學院課程與教學研究所碩士論文。
- 黃能揚，2001，全球化時代裡的本土文化工業：以電視布袋戲為例。國立中正大學電訊傳播研究所碩士論文。
- 黃秀玲，2003，全球文化趨勢下的本土文化電視節目發展：以閱聽人收視探索台灣類型節目為例。傳播與管理研究 2，no. 2：135-55。
- 黃雅蘭，2004，解嚴後看臺灣現代音樂創作中的本土化現象。關渡音樂學刊，no. 1：135-51。
- 簡聖祐，2003，台灣本土化運動下的地方文史工作室發展：以花蓮縣為例(1995-2002)。國立花蓮師範學院鄉土文化研究所碩士論文。
- 李雯華，1994，國家文化本土化方向的發展：以臺中縣立文化中心的推展工作為例。國立清華大學社會人類學研究所碩士論文。
- 林柏州，2003，國民黨政權的台灣化：國家體系轉換的內涵與起源之分析。東吳大學政治學系碩士論文。
- 林蘭芳，2003，解嚴後國中音樂教材本土化的探討。東吳大學音樂學系碩士論文。
- 林茂賢，2002，臺灣媽祖傳說及其本土化現象。靜宜人文學報，no. 17：91-113。
- 林謙宏，2004，以葛蘭西的文化霸權分析國民黨的中國化與民進黨的本土化運動。教育社會學通訊，no. 56：12-17。
- 石之瑜，2003，臺灣本土化論述的當代緣起。展望與探索 1，no. 4：73-84。
- 宋冬陽（陳芳明），1985，現階段台灣文學本土化的問題，見施敏輝編，台灣意識論戰選集，頁207-49。Irvine，Calif.：台灣出版社。
- 蕭全政，2000，社會科學本土化的意義與理論基礎。政治科學論叢，no. 13：1-26。
- 謝堂樹，1993，當今臺灣地區推行與實施本土化語言教育的須要。輔仁大學語言學系碩士論文。
- 許瑞浩， 2002，「臺灣政論」的初步分析：以「自由化」、「民主化」和「本土化」為中心。國史館學術集刊，no. 2：245-96。
- 楊聰榮，1994，中國化與本土化：台灣族群認同運動及其教育上的影響。Education Journal 21，no. 2：127-37。
- 葉志清，2004，台灣本土化教育論述的意識形態分析。臺灣大學國家發展研究所碩士論文。
- 張德麟編，2003，台灣漢文化之本土化，台灣教授協會、國際文化基金會策劃。台北：前衛。
- 趙慶華整理，2003，黨外運動與臺灣本土化座談紀實。島語:臺灣文化評論，no. 1：73-105。
- 鄭政誠，2003，國小社會科教科書內容本土化之形成與省思：以臺灣歷史文本為例。臺灣教育，no. 624：2-8。
- 莊萬壽、林淑慧，2003，本土化的教育改革。國家政策季刊 2，no. 3：27-62。

## 外部連結
- 華志豪，[在地對本土...國民黨新論述三主軸]，中央日報。
- 田世昊，藍軍提論述三主軸 討論改黨名，自由時報。